# Riksbibliotekarie

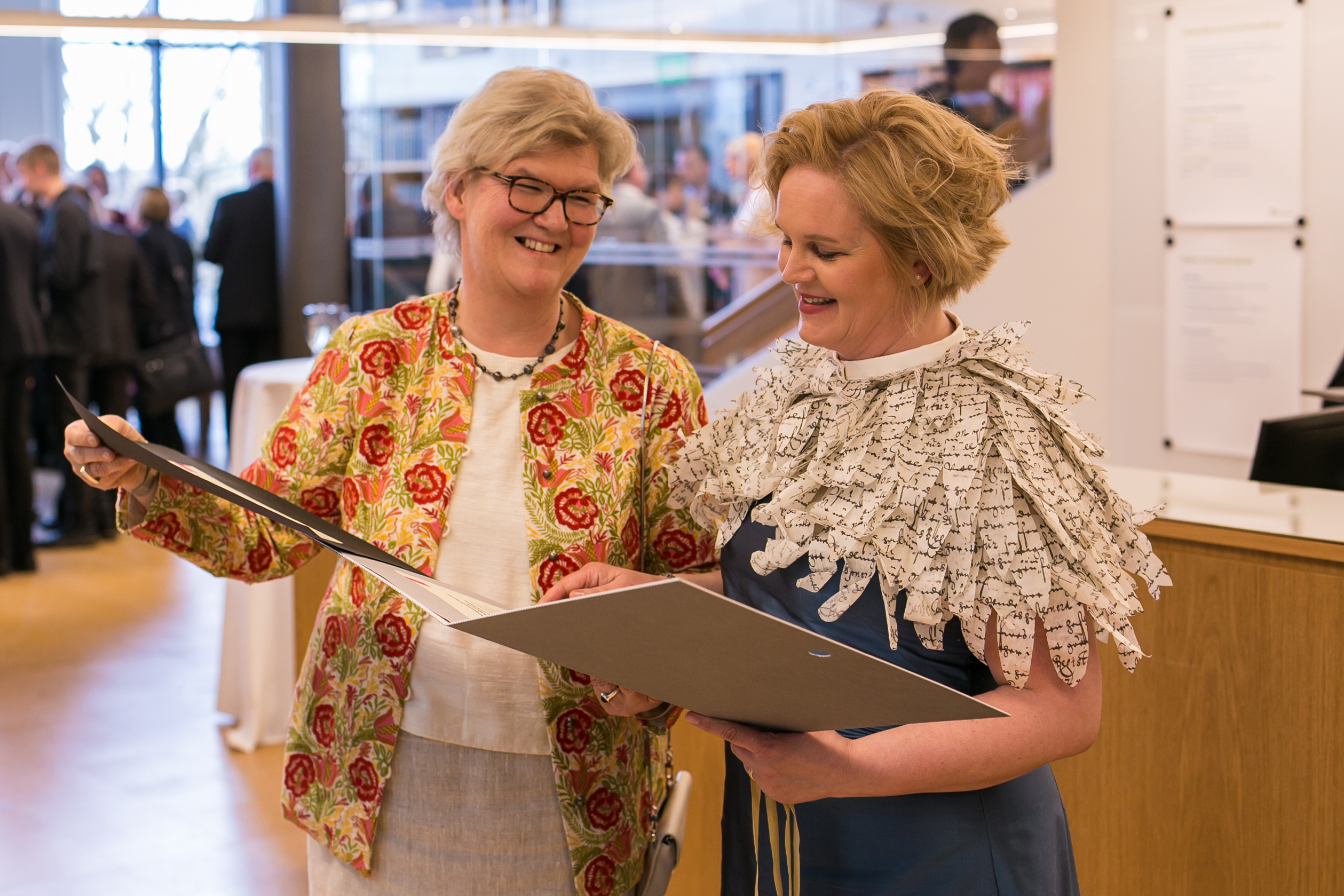
Sveriges tidigare riksbibliotekarie Gunilla Herdenberg i samspråk med Sveriges riksarkivarie Karin Åström Iko i samband med att Kungliga Biblioteket överlämnade medeltida pergamentomslag till Riksarkivet 2018.

Riksbibliotekarien är chef och bibliotekarie för Kungliga biblioteket (KB). Som myndighetschef har riksbibliotekarien det övergripande ansvaret för Kungliga Bibliotekets verksamhet. Bibliotekets uppgifter är fastlagda i instruktionen och allmänna verksförordningen för Kungliga biblioteket.
Johannes Bureus, som då var riksarkivarie och riksantikvarie, utnämndes 1609 till kunglig bibliotekarie, den förste på en sådan tjänst i Sverige. Han innehade tjänsten till 1644, då han efterträddes av Lars Fornelius. Tjänstetiteln ändrades från 1877 till överbibliotekarie och från 1910 till riksbibliotekarie.
Senast utsedda riksbibliotekarie är Karin Grönvall (född 1966), som tillträdde tjänsten i augusti 2019.